# 鮮于載德
鮮于載德（1962年7月23日—），韓國男演員，其他常見譯名有鮮于在德或鮮宇在德。

## 演出作品

### 電視劇
- 1990年：KBS《世人》
- 1992年：KBS《黑色的自畫像》
- 1995年：MBC《幸福》
- 1997年：MBC《不能忘記》
- 1998年：MBC《看了又看》飾演 勝美的追求者
- 2000年：SBS《警察特攻隊》
- 2000年：MBC《真實》
- 2001年：SBS《沒有離別的清晨》
- 2002年：KBS《小巷裡的人們》
- 2002年：SBS《壞女孩》飾演 卞張洙
- 2002年：MBC《三劍客》飾演 李賢宇
- 2003年：MBC《茶母》飾演 王
- 2003年：SBS《初戀》
- 2003年：KBS《百萬朵玫瑰》
- 2004年：MBC《冰點》飾演 崔泰勳
- 2004年：SBS《求婚》飾演 張鎮宇
- 2004年：SBS《妻子的叛亂》
- 2005年：SBS《綠薔薇》飾演 徐專務
- 2005年：MBC《愛情餐歌》飾演 吳英男
- 2005年：SBS《堅強的野花》飾演 鄭賢俊
- 2006年：SBS《愛情與野望》飾演 金導演
- 2007年：SBS《追趕江南媽媽》
- 2007年：SBS《王和我》飾演 尹基謙
- 2008年：SBS《水瓶座》飾演 徐英達
- 2008年：CGV《18歲未婚媽媽的秘密》飾演 喜歡慧靜的大叔
- 2009年：KBS《即使恨也要再愛一次》飾演 金侑碩
- 2009年：SBS《不是誰都能愛》飾演 柳英夏
- 2010年：KBS《嫁給我吧》飾演 宋仁表
- 2010年：SBS《檢察官公主》飾演 高滿哲（客串）
- 2011年：MBC《你為我著迷》飾演 李善起
- 2011年：MBC《相信男人》飾演 文鎮憲
- 2011年：SBS《我的女兒是花兒》飾演 楊秀哲
- 2011年：JTBC《仁粹大妃》飾演 文宗（客串）
- 2012年：MBC《擁抱太陽的月亮》飾演 許英才（特別演出）
- 2012年：KBS《愛情啊愛情啊》飾演 洪允植
- 2012年：SBS《致美麗的你》飾演 姜根旭
- 2012年：MBC《May Queen》飾演 尹學秀
- 2013年：MBC《馬醫》飾演 仁祖
- 2013年：JTBC《再也無法忍受》飾演 黃瑄昊
- 2013年：KBS《乘著歌聲的愛情》飾演 朴凡鎮
- 2014年：MBC《暴風的女子》飾演 都俊泰
- 2014年：KBS N《S.O.S 請救救我》飾演 金志元
- 2015年：MBC《心情好又暖》
- 2015年：SBS《歸來的黃金福》飾演 金慶洙／金仁洙
- 2016年：KBS《怪異家族》飾演 薛敏錫
- 2016年：MBC《春日常在》飾演 周勉植
- 2017年：KBS《最強送餐員》飾演 李長真
- 2017年：SBS《愛情的溫度》飾演 李敏載
- 2017年：MBC《金钱之花》飾演 張成萬
- 2018年：KBS《波濤啊，波濤啊》飾演 黃昌植
- 2019年：KBS《只走花路吧》飾演 黃炳來
- 2020年：tvN《九尾狐傳》飾演 皇帝
- 2020年：KBS《暗行御史：朝鮮秘密搜查團》飾演 煇永君
- 2021年：KBS《紅色高踭鞋》飾演 權赫相
- 2022年：KBS《加油，我的人生》飾演 姜仁圭
- 2022年：MBC《魔女的遊戲》飾演 朱範錫
- 2023年：KBS《真的出現了！》飾演 孔燦植（第17-50集）
- 2024年：KBS1《幸運的我們》飾演 韓真太
- 2024年：KBS2《隨意愛我吧》飾演申守勤
- 2025年：MBC《加州汽車旅館》飾演 李沐源

### 電影
- 2000年：《警笛》
- 2003年：《最後的晚餐》
- 2009年：《遺憾的都市》
- 2013年：《No Breathing》
- 2015年：《延坪海戰》

### 綜藝節目
- 2012年：MBC《黃金漁場 Radio Star》

## 獲獎
- 2001年：SBS演技大賞演技獎
- 2003年：KBS演技大賞助演獎

## 外部連結
- NAVER （页面存档备份，存于）